# 傑克·古茲克
傑克·「行賄點鈔手」·古茲克 (英語：Jake "Greasy Thumb" Guzik，1886年3月20日—1956年2月21日) 是一名美國財經和法律顧問，日後亦為芝加哥犯罪集團進行政治賄賂活動。

## 生平

### 早年生活
傑克·古茲克於1886年3月20日出生在波蘭的克拉科夫一帶，於20世紀初移民美國，而他的父母則是來自卡托維茲的波蘭人。後來，他在芝加哥南區與親兄哈利一同踏入娼妓業，涉嫌奴役白人女性，最終將對手傑克·祖塔擊敗，迫使他的賣淫集團關門大吉。繼色情行業之後，古茲克成為一名叱吒風雲的政治掮客，以聖胡伯特古早英式燒烤排骨餐廳為運作中心，並在那裡吸收了一批「白手套」來幫他定期發送賄款給各個警察轄區和市府官員。

### 芝加哥犯罪集團
1920年代初期，古茲克無意間獲知一起刺殺艾爾·卡彭的計畫之後逕自告知卡彭本人，並順利加入卡彭的犯罪集團，從手下做起，在幫派中成為掌管錢財的親信與財金奇葩。卡彭聲勢沒落之後，古茲克、保羅·利卡與經歷稍遜的托尼·阿卡多並列為組織裡實質的智囊團。由於古茲克缺乏使用槍枝和殺人的能力，卡彭必須保護他，甚至曾經純粹出於義氣為他殺過人，而古茲克終身不忘這份友誼和義氣。他在卡彭沒落後的25年間身為芝加哥犯罪集團當中備受尊敬的幹部之一，到臨終為止甚至被視為有實無名的幫派老大。
古茲克無意間聽見兩名敵對幫派的刺客提及一起謀殺艾爾·卡彭的計畫。還不認識卡彭的古茲克遂先行告知卡彭本人，使他避開了這場突襲並讓自己順利加入卡彭的犯罪聯盟。對卡彭而言，既然古茲克為自己立下救命大功，除非對方先背叛自己，否則他一定永遠信賴且絕不出賣古茲克。
1924年五月，古茲克和名為喬·霍華德的雇傭搶匪發生口角。霍華德對古茲克暴力相向，又踢又打，無法還手的古茲克只好回去找卡彭，向他陳述事情經過。聽完後，艾爾·卡彭親自出馬緝捕霍華德，並一路把他追殺到位於南沃巴什大道的海尼雅各酒吧裡，事後還向古茲克誇耀說他如何把霍華德逼得一路「哀號得像猶太人一樣」。當霍華德最終面對卡彭時，他伸出手說：「哈囉，艾爾。」但卡彭的回應卻是大力搖晃霍華德的雙肩，一邊逼問為何霍華德要虐待好友古茲克。「給我回去泡你的妞兒們吧，你這地中海皮條客！」霍華德回嗆道。聽了這番話，卡彭不發一語，掏出左輪手槍，貼著霍華德的頭部把子彈打個精光。
在追殺霍華德(以及伴隨的煩瑣善後工作)之後，古茲克成為願為卡彭赴湯蹈火的忠實盟友。數年後，隨著卡彭的健康狀況逐年惡化，確保卡彭一家人衣食無虞的正是古茲克。
很快地，當卡彭著手稱霸芝加哥並發動幫派戰爭時，他便開始依賴古茲克的戰略計策。同時，傑克亦擔任幫派中最舉足輕重的白手套，負責賄賂警方和政客，他的綽號「行賄點鈔手(Greasy Thumb, 油膩拇指)」因而得名。事實上，傑克的哥哥哈利稍早在數年前就被這麼稱呼了。傳言道：「哈利的手指頭因為數保護費的鈔票都弄得油膩膩的。」隨後，這項稱號便拱手讓給了傑克，而傑克其中一項例行任務，就是每週花幾個晚上的時間坐在聖胡伯特古早英式燒烤排骨餐廳裡，等地方警局的警長、督察以及警方高層來收賄。到古茲克桌前的也包含來自市政府的白手套。
古茲克身上唯一較嚴重的訴訟是和稅務官員之間的官司，最後他也因此吃上了幾年牢飯。面對囹圄生活，古茲克態度鎮靜，隨後便回到幫派財務的管理崗位。在凱弗維爾委員會的公聽會當中，古茲克扮演有趣卻也緘默的目擊證人，以美國憲法第五修正案為由，辯稱他對任何提問的答覆都對他十分不公。
古茲克在幫派中的地位始終未受質疑，儘管芝加哥犯罪集團在很多方面都是黑吃黑的犯罪組織。幫派裡所有的大老，包括尼提、利卡、阿卡多、加恩卡納、巴塔格利亞在內，都是合法授與傑克權利的。他們雖不是卡彭，但他們也都深知古茲克對卡彭集團是忠貞不貳的。艾爾·卡彭於1939年出獄時，記者曾訪問古茲克，老大是否可能回來繼續領導組織，然而傑克表示：「艾爾，已經瘋得無可救藥了。」在旁人眼裡，這番話聽起來定是輕蔑狠毒，但古茲克只是單純想表達誠懇之意而已；其他幫派成員也明白，古茲克對卡彭的奉獻熱忱是屹立不搖的。卡彭生前如此得保護著古茲克，而古茲克也如此得景仰著卡彭，一部份是因為古茲克對卡彭與組織的一片忠心與財務誠信，也一部份是因為他處理幫派事宜時木訥、務實與低調的風格。雖然未被證實，但許多報導競相指出，古茲克畢生沒有任何一天持有過槍枝。
在1940年代與1950年代，美國正值由「六巨頭」掌握全國犯罪聯盟的時期。就在這個時期，每週固定搭機東飛會見喬·阿多尼斯、法蘭克·卡斯特羅、邁爾·蘭斯基與阿伯納·茨威爾曼等另外四名黑道首腦的，正是當時也並列六巨頭的古茲克和阿卡多。
1956年2月21日，古茲克在一次心臟病發作後與世長辭，當時他人坐在聖胡伯特餐廳裡，與人共享著羊排大餐與莫色爾葡萄酒，和往常一樣發放著賄款。古茲克的義大利籍(裔)部屬當中，當天與會的人數為史上之最。

## 流行文化
在美國廣播公司於1959年播放的連續劇《鐵面無私》當中，其中的三集由納赫米亞·派索夫飾演古茲克。
2010年HBO電視劇《酒私風雲》中，則是由喬·卡尼亞諾（Joe Caniano）飾演古茲克。

## 延伸書目
- Binder, John. The Chicago Outfit. Arcadia Publishing, 2003. ISBN 0-7385-2326-7
- Johnson, Curt and R. Craig Sautter. The Wicked City: Chicago from Kenna to Capone. New York: Da Capo Press, 1998. ISBN 0-306-80821-8
- Reppetto, Thomas A. American Mafia: A History of Its Rise to Power. New York: Henry Holt & Co., 2004. ISBN 0-8050-7798-7
- Almog, Oz,  Kosher Nostra （页面存档备份，存于） Jüdische Gangster in Amerika, 1890–1980 ; Jüdischen Museum der Stadt Wien ; 2003, Text Oz Almog, Erich Metz, ISBN 3901398333

## 外部連結
- Seize The Night - Jake Guzik*
- AmericanMafia.com - 26 Mafia Cities: Chicago, IL （页面存档备份，存于） by John J. Binder
- 在Find a Grave上的Jack Guzik